# L'assassinat du ministre Plehve
L'assassinat du ministre Plehve, známý také pod názvem L'assassinat du ministre russe de l'intérieur Viatcheslav Plehve, je francouzský němý film z roku 1904. Režisérem je Lucien Nonguet (1869–1955). Film trvá zhruba 1 minutu.

## Děj
Film zachycuje rekonstrukci atentátu na ruského ministra vnitra Vjačeslava Konstantinoviče Pleveho z 28. července 1904. Pachatelé útoku byli Jegor Sozonov a Ivan Kaljajev.